# Hrvatski Čuntić
Hrvatski Čuntić falu Horvátországban, Sziszek-Monoszló megyében. Az egykor egységes Čuntić település horvát része. Közigazgatásilag Petrinyához tartozik.

## Fekvése
Sziszek városától légvonalban 16, közúton 27 km-re délnyugatra, községközpontjától légvonalban 9, közúton 12 km-re délre a Báni végvidék középső részén, a Zrinyi-hegység északi részén, a Petrinjčica-patak jobb partján, Prnjavor Čuntićki, Čuntić és Klinac között fekszik.

## Története
Čuntićot 1211-ben említik meg legelőször, amikor is II. András király a topuszkai cisztercitáknak adományozta. 1416-ban a gradeci uradalom tartozéka volt. A birtok 1499-ben a Frangepánok adományából lett a zágrábi káptalané. A várat 1551-ben Pecki és Klinac váraival egyidejűleg építtette a káptalan. Miután megerősítését nem tartották kifizetődőnek a fokozódó török támadások nyomán 1563-ban az udvari haditanács lerombolását rendelte el. Ezt valószínűleg végre is hajtották. A török a 16. század második felében az egész térséget megszállta.1683 és 1699 között a felszabadító harcokban a keresztény seregek kiűzték a térségből a törököt és a török határ az Una folyóhoz került vissza.
1697 körül a török uralom alatt maradt Boszniából és a Banovina más részeiről előbb horvát katolikus, majd a 18. században több hullámban Közép-Boszniából, főként a Kozara-hegység területéről és a Sana-medencéből  pravoszláv szerb családok települtek le itt. Az újonnan érkezettek szabadságjogokat kaptak, de ennek fejében határőr szolgálattal tartoztak. El kellett látniuk a várak, őrhelyek őrzését és részt kellett venniük a hadjáratokban. 1696-ban a szábor a bánt tette meg a Kulpa és az Una közötti határvédő erők parancsnokává, melyet hosszas huzavona után 1704-ben a bécsi udvar is elfogadott. Ezzel létrejött a Báni végvidék (horvátul Banovina), mely katonai határőrvidék része lett. 1745-ben megalakult a Petrinya központú második báni ezred, melynek fennhatósága alá ez a vidék is tartozott.
A Boszniából érkezett katolikus lakossággal együtt ferences atyák érkeztek, akik 1694-ben felépítették a čuntići plébániatemplomot, majd 1697-ben a ferences kolostort is. A katonai határőrvidék megszűnése után Zágráb vármegye Petrinyai járásának része volt. 1857-ben 309, 1910-ben 571 lakosa volt. A 20. század első éveiben a kilátástalan gazdasági helyzet miatt sokan vándoroltak ki a tengerentúlra. 1918-ban az új szerb-horvát-szlovén állam, majd később Jugoszlávia része lett. A II. világháború idején a Független Horvát Állam része volt. A háború után a béke időszaka köszöntött a településre. Enyhült a szegénység és sok ember talált munkát a közeli városokban. 1948-ban a települést egy szerb és egy horvát részre osztották. A szerb része (a mai Čuntić) a Srpski Čuntić, a horvát rész a Hrvatski Čuntić nevet kapta. A délszláv háború előestéjén Hrvatski Čuntić lakosságának 93%-a horvát, 4%-a szerb nemzetiségű volt. A falu 1991. június 25-én a független Horvátország része lett. Megszállták a szerb csapatok és a Krajinai Szerb Köztársasághoz csatolták. A horvát lakosságot elűzték, házaikat felgyújtották. Egyetlen ép épület sem maradt a településen. A falut 1995. augusztus 6-án a Vihar hadművelettel foglalta vissza a horvát hadsereg. A szerb lakosság többsége elmenekült. 2011-ben 86 lakosa volt.

## Népesség
| Lakosság változása | Lakosság változása | Lakosság változása | Lakosság változása | Lakosság változása | Lakosság változása | Lakosság változása | Lakosság változása | Lakosság változása | Lakosság változása | Lakosság változása | Lakosság változása | Lakosság változása | Lakosság változása | Lakosság változása | Lakosság változása |
| ------------------ | ------------------ | ------------------ | ------------------ | ------------------ | ------------------ | ------------------ | ------------------ | ------------------ | ------------------ | ------------------ | ------------------ | ------------------ | ------------------ | ------------------ | ------------------ |
| 1857               | 1869               | 1880               | 1890               | 1900               | 1910               | 1921               | 1931               | 1948               | 1953               | 1961               | 1971               | 1981               | 1991               | 2001               | 2011               |
| 309                | 358                | 394                | 470                | 514                | 571                | 604                | 612                | 292                | 289                | 330                | 310                | 259                | 223                | 125                | 86                 |

## Nevezetességei
- Páduai Szent Antal tiszteletére szentelt római katolikus plébániatemploma[4] 1694-ben még fából épült.  Mai formáját 1748-ban nyerte el, amikor kőből új templomot építettek helyette. A harangtornyot 1771-ben emelték a templom és a kolostorépület közé. Az 1697-ben épített kolostornak az emeleten tíz szobája volt, míg a konyha és az éléstár a földszinten helyezkedett el. 1771-ben a kolostort is átépítették. 1779-ben II. József rendelete feloszlatta a szerzetesrendeket, így a kolostor is elnéptelenedett. A ferencesek csak 1936-ban tértek vissza és 1943-ig maradtak itt. Ezután 1967-ig a plébániával együtt a püspökség igazgatása alá tartozott. A kolostorépületet a II. világháborúban a partizánok súlyosan megrongálták. Felújítása 1990-ig tartott. 1991. július 26-án a szerb csapatok aknavetőkkel okoztak benne újabb károkat, majd július 31-én az egész épületet felgyújtották, értékes könyvtárát, festményeit, kegytárgyait elhurcolták. Az épület teljesen kiégett, tetőzete beszakadt, berendezése elpusztult, sokáig csak a csupasz falak álltak. A háború után 1997-ben megkezdődött az újjáépítése.
- Čuntić (Csuntics) várának romjai[5] a Gradinán. A várat  Peckihez és Klinachoz hasonlóan 1551-ben építette a zágrábi káptalan. A vár a Petrinjčica völgye feletti magaslaton épült és az Unamentét  Hrastovicával és a Kulpamentével összekötő középkori utat volt hivatott ellenőrizni. A várból mára csak egy romos torony maradt, rajta kívül felismerhetők még egy 5-6 méterszer 10-12 méteres épület alapfalai. A várba az első emeletnél egy felvonóhídon át lehetett belépni. A vár durván faragott kőtömbökből épült meglehetős gyorsasággal. A körülötte nőtt buja növényzetet csak nemrég irtották ki, hogy az ide látogatók könnyebben felismerjék az erődítmény stratégiai jelentőségét.
- Római vízvezeték maradványai a falu határában. Közismert, hogy az ősi Petrinya területén számos forrás fakadt. Ennek jelentőségét már a rómaiak is felismerték és innen építették ki a mintegy húsz kilométerre északkeletre fekvő Siscia vízellátását. A jó minőségű téglákból épített falazott boltíves vízvezeték a mai Hrastovica, Budičina, Kraljevčani, Donja Mlinoga és Čuntić területén található források vizét gyűjtötte össze és szállította Sisciába. Építését a szakemberek a 71 körülire időre, a Flaviusok korára teszik.
- Budim középkori régészeti lelőhelye.